# Kaiji
Tobaku Mokushiroku Kaiji (賭博黙示録カイジ?) è un manga scritto e disegnato da Nobuyuki Fukumoto, da cui è stata tratta la serie televisiva anime Gyakkyō Burai Kaiji (逆境無頼カイジ?) del 2007 in 26 episodi, seguita dalla serie Gyakkyō Burai Kaiji: Hakairoku-hen (逆境無頼カイジ 破戒録篇?) del 2011 per ulteriori 26 episodi.

## Trama
Kaiji ha seri problemi finanziari e crede di aver trovato nel gioco d'azzardo una facile strada per risollevare le sue finanze. Si ritrova quindi su di una nave in compagnia di altre persone convinte come lui a partecipare ad uno speciale gioco, carta, sasso e forbici, che permette ai vincitori di cancellare i propri debiti. Via via che il tempo passa, Kaiji sarà costretto a partecipare a giochi sempre più crudeli. 

## Personaggi

I personaggi nell'anime

Kaiji Itō (伊藤 開司?, Itō Kaiji)
Doppiatore: Masato Hagiwara
Il protagonista della storia, si ritrova pieno di debiti per colpa di un suo amico ed entrerà nel mondo degli imbrogli per uscirne.
Kazutaka Hyōdō (兵藤 和尊?, Hyōdō Kazutaka)
Doppiatore: Masane Tsukayama
Presidente di un'importantissima società finanziaria, proprietario del "Teiai" (帝愛?), uomo crudele e abile nel gioco d'azzardo
Ichijō (一条?)
Doppiatore: Daisuke Namikawa
Manager del casinò dove risiede il Bog, uno speciale pachinko truccato che non permette a nessuno di vincerlo.

## Anime

### Colonna sonoraGyakkyō Burai Kaiji
Sigla iniziale
- "Mirai wa Bokura no Te no Naka" (lett. "Il futuro è nelle nostre mani") interpretata da Kaiji (Masato Hagiwara) e da Redbourn Cherries

Sigla finale
- "Makeinutatsu no Requiem" interpretata da Hakuryū

### Colonna sonoraGyakkyō Burai Kaiji: Hakairoku-hen
Sigla iniziale
- "Chase the Light!" interpretata dai Fear and Loathing in Las Vegas.

Sigla finale
- "C kara hajimaru ABC" interpretata da Wasureraneeyo

### Episodi
| Nº                                              | Giapponese 「Kanji」 - Rōmaji                          | In onda           | In onda |
| Nº                                              | Giapponese 「Kanji」 - Rōmaji                          | Giapponese        |         |
| Gyakkyō Burai Kaiji (26 episodi)                |                                                        |                   |         |
| 1                                               | 「出航」 - Shukkō                                      | 2 ottobre 2007    |         |
| 2                                               | 「火蓋」 - Hibuta                                      | 9 ottobre 2007    |         |
| 3                                               | 「勝負」 - Shōbu                                       | 16 ottobre 2007   |         |
| 4                                               | 「破綻」 - Hatan                                       | 23 ottobre 2007   |         |
| 5                                               | 「決死」 - Kesshi                                      | 30 ottobre 2007   |         |
| 6                                               | 「興亡」 - Kōbō                                        | 6 novembre 2007   |         |
| 7                                               | 「喝破」 - Kappa                                       | 13 novembre 2007  |         |
| 8                                               | 「鉄槌」 - Tettsui                                     | 20 novembre 2007  |         |
| 9                                               | 「回生」 - Kaisei                                      | 27 novembre 2007  |         |
| 10                                              | 「使者」 - Shisha                                      | 4 dicembre 2007   |         |
| 11                                              | 「狂宴」 - Kyōen                                       | 11 dicembre 2007  |         |
| 12                                              | 「転落」 - Tenraku                                     | 18 dicembre 2007  |         |
| 13                                              | 「怪物」 - Kaibutsu                                    | 25 dicembre 2007  |         |
| 14                                              | 「亡霊」 - Bōrei                                       | 8 gennaio 2008    |         |
| 15                                              | 「天空」 - Tenkū                                       | 15 gennaio 2008   |         |
| 16                                              | 「怒髪」 - Dohatsu                                     | 22 gennaio 2008   |         |
| 17                                              | 「逆境」 - Gyakkyō                                     | 29 gennaio 2008   |         |
| 18                                              | 「翻弄」 - Honrō                                       | 5 febbraio 2008   |         |
| 19                                              | 「限界」 - Genkai                                      | 12 febbraio 2008  |         |
| 20                                              | 「鬼神」 - Kishin                                      | 19 febbraio 2008  |         |
| 21                                              | 「心血」 - Shinketsu                                   | 26 febbraio 2008  |         |
| 22                                              | 「執行」 - Shikkō                                      | 4 marzo 2008      |         |
| 23                                              | 「邪道」 - Jadō                                        | 11 marzo 2008     |         |
| 24                                              | 「条件」 - Jōken                                       | 18 marzo 2008     |         |
| 25                                              | 「投入」 - Tōnyū                                       | 25 marzo 2008     |         |
| 26                                              | 「残光」 - Zankō                                       | 1º aprile 2008    |         |
| Gyakkyō Burai Kaiji: Hakairoku-hen (26 episodi) |                                                        |                   |         |
| 1                                               | 「地の獄」 - Chi no goku                               | 5 aprile 2011     |         |
| 2                                               | 「勝負の鉄則」 - Shōbu no tessoku                      | 12 aprile 2011    |         |
| 3                                               | 「強運の欠片」 - Kyōun no kakera                       | 19 aprile 2011    |         |
| 4                                               | 「逆襲の糸口」 - Gyakushū no itoguchi                  | 26 aprile 2011    |         |
| 5                                               | 「虐待と忍耐」 - Gyakutai to nintai                    | 3 maggio 2011     |         |
| 6                                               | 「熱風の到来」 - Neppū no tōrai                        | 10 maggio 2011    |         |
| 7                                               | 「魔法の賽」 - Mahō no sai                             | 17 maggio 2011    |         |
| 8                                               | 「因果応報」 - Ingaōhō                                 | 24 maggio 2011    |         |
| 9                                               | 「喝采、そして…」 - Kassai, soshite...                 | 31 maggio 2011    |         |
| 10                                              | 「最後の博奕」 - Saigo no bakuchi                      | 7 giugno 2011     |         |
| 11                                              | 「歓喜と嘆声」 - Kanki to tansei                       | 14 giugno 2011    |         |
| 12                                              | 「破天・破漢」 - Ha ten. ha kan                        | 21 giugno 2011    |         |
| 13                                              | 「攻略の糸口」 - Kōryaku no itoguchi                   | 28 giugno 2011    |         |
| 14                                              | 「無頼の軌跡 （総集編）」 - Burai no kiseki (sōshūhen) | 6 luglio 2011     |         |
| 15                                              | 「虚仮の一心」 - Kyo karino isshin                     | 13 luglio 2011    |         |
| 16                                              | 「決戦の幕開け」 - Kessen no makuake                   | 20 luglio 2011    |         |
| 17                                              | 「不毛な貫徹」 - Fumō na kantetsu                      | 27 luglio 2011    |         |
| 18                                              | 「鉄壁の門」 - Teppeki no mon                          | 3 agosto 2011     |         |
| 19                                              | 「奇跡の軌道」 - Kiseki no kidō                        | 10 agosto 2011    |         |
| 20                                              | 「宿運の差」 - Yado hakono sa                          | 17 agosto 2011    |         |
| 21                                              | 「確実な勝利」 - Kakujitsu na shōri                    | 24 agosto 2011    |         |
| 22                                              | 「諭吉の威光」 - Yukichi no ikō                        | 31 agosto 2011    |         |
| 23                                              | 「風前の灯火」 - Fūzen no tōka                         | 7 settembre 2011  |         |
| 24                                              | 「徘徊する銀玉」 - Haikai suru gin tama                | 14 settembre 2011 |         |
| 25                                              | 「怨嗟の涙」 - Ensa no namida                          | 21 settembre 2011 |         |
| 26                                              | 「未来は僕らの…」 - Mirai ha bokura no...              | 28 settembre 2011 |         |

## Film
Dal manga sono stati realizzati tre film:
- Kaiji: The Ultimate Gambler, 2009
- Kaiji 2, 2011
- Kaiji: Final Game, 2020